# Alelyckans sportcenter
Alelyckans sportcenter är belägen i Angered i Göteborg. I den cirka 7000 kvm stora anläggningen som är uppdelad i två hallar, finns tre tennisbanor med bolltexunderlag, sex squashbanor, 25 badmintonplaner och en innebandyhall som kan delas på halvplan och där även racketsporten pickleball kan spelas.
Alelyckans sportcenter grundades 1974 av Alva och Vilhelm Björk. Vilhelm fick idén till företaget när han dagligen passerade de tomma vattenbassängerna vid Alelyckan. Ett arrendeavtal skrevs med Göteborgs stad och detta varade ända tills företaget köpte loss anläggningen. Nuvarande (2020-04) vd Stellan Björk, född 1950, är yngsta sonen till Alva Björk.
I november 2018 var det invigning av lunchrestaurangen och en konferensdel.
I mars 2019 tilldelades Alelyckans sportcenter Årets utvecklingspris av Angered- Nordost företagarförening